# The Thief of Baghead
The Thief of Baghead (рус. «Вор в бумажном пакете») — 4 эпизод 7 сезона мультсериала «Футурама».

## Сюжет
Эми приглашает всех сходить в океанариум. В океанариуме Бендер делает фотографии с помощью плёночного фотоаппарата (что вызывает немалое удивление других), а также несколько фотографий Калькулона, случайно оказавшегося там же. Зойдберг, просмотрев фотографии, советует Бендеру сходить в издательство журнала Us People, где, оценив качество снимков, его принимают на работу папарацци.
Вскоре, добившись больших успехов в этом деле, Бендер узнаёт об известном актёре Лэнгдоне Коббе, который носит на голове бумажный пакет, считая, что актёра должны ценить не за внешность, а за исполнение роли. Лица Кобба никто никогда не видел. Бендер решает во что бы то ни стало сфотографировать Лэнгдона Кобба без пакета. Проникнув на его виллу и еле спасшись от его грибковой собаки, Бендер поджидает удобного момента и делает фото Кобба. Тот, увидев робота, умоляет его никому не показывать фото, предостерегая об ужасных последствиях. Бендер не обращает на это никакого внимания и показывает снимок Фраю, Эми и Гермесу, из-за чего они испускают сноп зелёного света и превращаются в безжизненные оболочки.
Профессор (предварительно разорвав в клочки фотографию) определяет, что Лэнгдон Кобб — квантовый лишайник с планеты Бриори 6. Эти существа питаются чужим вниманием к ним, а взгляд на их лицо полностью лишает жизненной силы. Причём состоят они, подобно земным лишайникам, из двух симбионтов — водорослевого «ID», высасывающего жизненные силы, и грибкового «эго», накапливающего силы. Бендер вспоминает о грибковой собаке в особняке Кобба и понимает, что эта собака — эго Кобба. Команда составляет план возвращения друзьям жизненных сил, который заключается в лишении Кобба внимания, последующем по этой причине ослаблении и уничтожении его эго.
Зойдберг предлагает использовать актёрский поединок Калькулона и Кобба для осуществления плана. Калькулон из ненависти к Коббу соглашается помочь. Лила даёт ему последнюю сцену из Ромео и Джульетты. Калькулон решает — для идеального исполнения роли он должен выпить настоящий яд, что он и делает во время своего выступления. Эго Кобба временно ослабевает. Однако жюри всё равно присуждает победу Лэнгдону Коббу. Его эго от большого количества внимания увеличивается и, схватив Фарнсворта и Зойдберга, врывается в театральный зал. Но Бендер находит другой способ вернуть друзей — показать Коббу свою же фотографию. На создание новой фотографии с негатива у Бендера уходит некоторое время, Лила тем временем отвлекает эго. Однако Кобб, схватив Лилу, понимает, что его секрет уже знают, и рассказывает об истинном назначении пакета — возможности бесконечного питания вниманием в ходе актёрской игры. Затем он снимает пакет и показывает лицо Лиле, профессору и Зойдбергу, высосав их жизненные силы. Бендер доделывает снимок и показывает его Коббу. От бесконечного внимания, которое сам Кобб передаёт своему эго, тот невероятно раздувается и взрывается, высвобождая все украденные силы, возвращая к жизни всю команду «Межпланетного экспресса» и погребая под своими останками Кобба.

## Изобретения будущего
- Антигрибковый излучатель

## Интересные факты
- Лэнгдон Кобб — это пародия на актёра и комика Мюррея Лэнгстона, выступавшего под псевдонимом «The Unknown Comic» и носившего на голове бумажный пакет.
- Свойство лишать человека жизни с помощью взгляда роднит Кобба с василиском, Медузой Горгоной и другими мифологическими персонажами. Также смертоносный облик Кобба — пародия на ветхозаветное «человек не может увидеть лица божьего и остаться в живых».
- Monsterey Bay Aquarium является ссылкой на Monterey Bay Aquarium.
- «ID» и «эго» являются двумя частями психики человека по теории Зигмунда Фрейда.